# Arkadiusz Stempin
Arkadiusz Andrzej Stempin (ur. 1964 w Nowym Sączu) – polski historyk i politolog, doktor habilitowany, profesor nadzwyczajny Uczelni Korczaka – Akademii Nauk Stosowanych w Warszawie.

## Życiorys
W 1990 ukończył studia na kierunku historia na Uniwersytecie Jagiellońskim. Studiował w Albert-Ludwigs-Universität we Fryburgu na kierunku Deutsch als Fremdsprache (1990–1992) oraz germanistyce (1993–1998). Tam też w 2003 uzyskał doktorat na podstawie rozprawy pt. Das Maximilian-Kolbe-Werk. Die Anfänge des deutsch-polnischen Aussöhnungsprozesse, a w 2008 uzyskał stopień doktora habilitowanego w oparciu o pracę pt. Kultur-, Religions- und Schulpolitik des Deutschen Kaiserreiches in der Besatzungszeit im Ersten Weltkrieg in Polen.
W 2009 został kierownikiem Katedry Integracji Europejskiej im. Konrada Adenauera w Wyższej Szkole Europejskiej im. ks. J. Tischnera. Z WSE był związany do 2023 roku, kiedy to został profesorem Uczelni Korczaka – Akademii Nauk Stosowanych w Warszawie.
Członek Rady Fundacji Polsko-Niemieckie Pojednanie.
Komentator polityczny portalu Tok FM i telewizji Polsat News.

## Publikacje
Opublikował m.in.
- Próba „moralnego podboju” Polski przez Cesarstwo Niemieckie w latach I wojny światowej, Wydawnictwo Neriton 2013, ISBN 978-83-7543-264-0.
- Angela Merkel. Cesarzowa Europy, Agora 2014, ISBN 978-83-268-1302-3.
- Kryminalna historia Watykanu. Kłamstwa, spiski, tajemnice, Agora 2024, ISBN 978-83-268-4209-2 (współautor: Artur Nowak)